# Giải bóng chuyền vô địch quốc gia Việt Nam 2024
Giải bóng chuyền vô địch quốc gia Việt Nam 2024 là mùa giải thứ 21 của Giải bóng chuyền vô địch quốc gia Việt Nam. Giải bóng chuyền vô địch quốc gia Việt Nam 2024 (giải bóng chuyền VĐQG 2024) được thay đổi thể thức thi đấu khi là mùa giải đầu tiên thi đấu theo thể thức vòng tròn tính điểm. Sự thay đổi nhằm hướng tới chuẩn thi đấu quốc tế và thu hút đông đảo lượng người theo dõi hơn. Kết thúc mùa giải đã tìm ra các đội vô địch là đội Nam Biên Phòng và Nữ VTV Bình Điền Long An.

## Danh sách các đội tham dự
Giải bóng chuyền VĐQG 2024 có 18 đội tham dự (gồm 16 đội thi đấu ở giải VĐQG 2023 và 2 đội thăng hạng từ giải bóng chuyền hạng A năm 2023), cụ thể theo kết quả thứ hạng Giải bóng chuyền vô địch quốc gia Việt Nam 2023 Nam là: Sanest Khánh Hòa, Biên Phòng, Thể Công Tân Cảng, Hà Tĩnh, LP Bank Ninh Bình, Lavie Long An, Hà Nội, Đà Nẵng và tân binh XSKT Vĩnh Long. Thứ tự của Nữ là: LP Bank Ninh Bình, HCĐG Lào Cai, VTV Bình Điền Long An, Binh chủng Thông tin - TTBP, Ngân hàng Công Thương, Geleximco Thái Bình, Quảng Ninh, XMLS Thanh Hóa và tân binh Hà Nội.

## Phương án, kế hoạch tổ chức
Giải bóng chuyền VĐQG 2024 cúp Hóa chất Đức Giang là mùa giải đầu tiên thi đấu theo thể thức vòng tròn 1 lượt chia làm 2 giai đoạn, xếp hạng từ 1 đến 9. Sau khi kết thúc thi đấu vòng tròn, các đội dựa theo thứ hạng của mình để tiếp tục thi đấu vòng chung kết - xếp hạng, qua đó xác định đội vô địch cũng như 2 đội xuống hạng.
- Giai đoạn 1: Từ ngày 16/3 đến ngày 6/4/2024.
  - Nội dung Nữ tại Bình Phước: Từ ngày 16/3 đến ngày 23/3/2024.
  - Nội dung Nam tại Hà Tĩnh: Từ ngày 30/3 đến ngày 6/4/2024.
- Giai đoạn 2 và vòng chung kết - xếp hạng: Từ ngày 7/11 đến ngày 1/12/2024.
  - Nội dung Nữ tại Lào Cai: Từ ngày 7/11 đến ngày 17/11/2024.
  - Nội dung Nam tại Bà Rịa – Vũng Tàu: Từ ngày 21/11 đến ngày 1/12/2024.

Về thể thức thi đấu
- Vòng tròn 9 đội: Căn cứ vào kết quả thi đấu giải VĐQG và giải Hạng A năm 2023, các đội bốc thăm chọn mã số, thi đấu vòng tròn một lượt tính điểm theo mã số xoay vòng.
- Vòng chung kết - xếp hạng: Các đội xếp hạng 1-4 thi đấu vòng chung kết theo thể thức loại trực tiếp (đội hạng 1 gặp đội hạng 4 và đội hạng 2 gặp đội hạng 3), 2 đội thắng thi đấu trận chung kết tranh ngôi vô địch còn 2 đội thua thi đấu trận tranh hạng ba. Đội xếp hạng 5 đứng thứ 5 chung cuộc. Các đội xếp hạng 6-9 thi đấu vòng tranh trụ hạng theo thể thức vòng tròn 1 lượt tính điểm để xác định 2 đội xuống thi đấu giải Hạng A năm 2025 (kết quả của 4 đội ở vòng tranh trụ hạng được cộng dồn với kết quả của chính 4 đội đó gặp nhau ở vòng tròn 9 đội để xếp hạng).

## Danh sách ngoại binh thi đấu
Mỗi CLB được phép đăng ký 2 ngoại binh trong danh sách, tuy nhiên chỉ 1 ngoại binh được thi đấu trên sân trong mỗi thời điểm của trận đấu.

### Danh sách Nam
| Câu lạc bộ        | Giai đoạn 1                               | Giai đoạn 2                       |
| ----------------- | ----------------------------------------- | --------------------------------- |
| Sanest Khánh Hòa  | Evandro Dias de Souza Luiz Felipe Perotto | Evandro Dias de Souza             |
| Biên Phòng        | Wanchai Tabwises                          | Jakkrit Thanomnoi                 |
| Thể Công Tân Cảng | Kittithad Nuwaddee                        | Kittithad Nuwaddee Sergey Kostrov |
| Hà Tĩnh           | Assanaphan Chantajorn                     | Jorge González García             |
| LP Bank Ninh Bình | Carlos Alberto Araujo Anut Promchan       | Napadet Bhinijdee                 |
| Lavie Long An     | Kuon Mom                                  | Kuon Mom                          |
| Hà Nội            |                                           |                                   |
| Đà Nẵng           | Thanathat Thaweerat                       | Iurii Kruzhkov                    |
| XSKT Vĩnh Long    | Chaiwat Thungkham                         | Alexandr Fomenko                  |

### Danh sách Nữ
| Câu lạc bộ            | Giai đoạn 1                             | Giai đoạn 2                                |
| --------------------- | --------------------------------------- | ------------------------------------------ |
| LP Bank Ninh Bình     | Warisara Seetaloed                      | Warisara Seetaloed                         |
| HCĐG Lào Cai          | Tichaya Boonlert Sasipapron Janthawisut | Tichaya Boonlert Sharon Chepchumba Kiprono |
| VTV Bình Điền Long An | Chen Peiyan                             | Joyce Agbolossou                           |
| BC Thông tin - TTBP   | Pleumjit Thinkaow Siriwan Deekaew       | Jana Kulan                                 |
| Ngân hàng Công Thương | Jin Ye                                  | Papatchaya Phontham                        |
| Geleximco Thái Bình   |                                         | Svetlana Sukhoverkhova                     |
| Quảng Ninh            | Natthanicha Jaisaen Sutadta Chuewulim   | Gullapa Piampongsan Yeliz Başa             |
| XMLS Thanh Hóa        | Cai Xiaoqing                            | Liu Yanhan                                 |
| Hà Nội                |                                         |                                            |

## Kết quả thi đấu vòng tròn 9 đội Nam
|  | Đội lọt vào vòng chung kết      |
|  | Đội lọt vào vòng tranh trụ hạng |

|      |                   | Trận đấu | Trận đấu | Điểm | Set | Set | Set   | Điểm | Điểm | Điểm  |
| Hạng | Đội               | T        | B        | Điểm | T   | B   | Tỉ lệ | T    | B    | Tỉ lệ |
| ---- | ----------------- | -------- | -------- | ---- | --- | --- | ----- | ---- | ---- | ----- |
| 1    | Sanest Khánh Hòa  | 7        | 1        | 21   | 22  | 6   | 3.667 | 685  | 606  | 1.130 |
| 2    | Biên Phòng        | 7        | 1        | 20   | 21  | 7   | 3.000 | 674  | 588  | 1.146 |
| 3    | Thể Công Tân Cảng | 6        | 2        | 19   | 21  | 7   | 3.000 | 659  | 558  | 1.181 |
| 4    | LP Bank Ninh Bình | 5        | 3        | 14   | 18  | 15  | 1.200 | 750  | 719  | 1.043 |
| 5    | Đà Nẵng           | 3        | 5        | 9    | 13  | 19  | 0.684 | 688  | 739  | 0.931 |
| 6    | Lavie Long An     | 3        | 5        | 8    | 12  | 17  | 0.706 | 649  | 664  | 0.977 |
| 7    | Hà Nội            | 3        | 5        | 8    | 12  | 20  | 0.600 | 665  | 696  | 0.955 |
| 8    | Hà Tĩnh           | 2        | 6        | 7    | 9   | 20  | 0.450 | 620  | 701  | 0.884 |
| 9    | XSKT Vĩnh Long    | 0        | 8        | 2    | 7   | 24  | 0.292 | 618  | 737  | 0.839 |

| Ngày        | Thời gian |                   | Điểm |                   | Set 1 | Set 2 | Set 3 | Set 4 | Set 5 | Tổng    | Nguồn     |
| ----------- | --------- | ----------------- | ---- | ----------------- | ----- | ----- | ----- | ----- | ----- | ------- | --------- |
| 30 tháng 3  | 16:00     | LP Bank Ninh Bình | 0–3  | Biên Phòng        | 15–25 | 23–25 | 18–25 |       |       | 56–75   | Trực tiếp |
| 30 tháng 3  | 20:00     | Hà Tĩnh           | 3–1  | XSKT Vĩnh Long    | 24–26 | 25–21 | 25–18 | 25–22 |       | 99–87   | Trực tiếp |
| 31 tháng 3  | 14:00     | Hà Nội            | 1–3  | Đà Nẵng           | 14–25 | 23–25 | 25–21 | 23–25 |       | 85–96   | Trực tiếp |
| 31 tháng 3  | 17:00     | Lavie Long An     | 0–3  | Sanest Khánh Hòa  | 23–25 | 22–25 | 23–25 |       |       | 68–75   | Trực tiếp |
|             |           |                   |      |                   |       |       |       |       |       |         |           |
| 31 tháng 3  | 20:00     | Thể Công Tân Cảng | 3–0  | XSKT Vĩnh Long    | 25–14 | 25–18 | 25–13 |       |       | 75–45   | Trực tiếp |
| 1 tháng 4   | 14:00     | Lavie Long An     | 3–2  | Đà Nẵng           | 25–23 | 22–25 | 25–16 | 20–25 | 15–10 | 107–99  | Trực tiếp |
| 1 tháng 4   | 17:00     | Hà Tĩnh           | 1–3  | Biên Phòng        | 25–23 | 13–25 | 30–32 | 23–25 |       | 91–105  | Trực tiếp |
| 1 tháng 4   | 20:00     | Hà Nội            | 2–3  | LP Bank Ninh Bình | 25–15 | 25–18 | 23–25 | 16–25 | 12–15 | 101–98  | Trực tiếp |
|             |           |                   |      |                   |       |       |       |       |       |         |           |
| 2 tháng 4   | 14:00     | Sanest Khánh Hòa  | 3–1  | Đà Nẵng           | 25–10 | 25–21 | 22–25 | 25–18 |       | 97–74   | Trực tiếp |
| 2 tháng 4   | 17:00     | Thể Công Tân Cảng | 2–3  | Biên Phòng        | 22–25 | 25–17 | 20–25 | 25–20 | 7–15  | 99–102  | Trực tiếp |
| 2 tháng 4   | 20:00     | Lavie Long An     | 1–3  | LP Bank Ninh Bình | 22–25 | 26–28 | 25–19 | 15–25 |       | 88–97   | Trực tiếp |
| 4 tháng 4   | 14:00     | Hà Tĩnh           | 2–3  | Hà Nội            | 18–25 | 13–25 | 25–21 | 25–20 | 12–15 | 93–106  | Trực tiếp |
|             |           |                   |      |                   |       |       |       |       |       |         |           |
| 4 tháng 4   | 17:00     | XSKT Vĩnh Long    | 0–3  | Biên Phòng        | 23–25 | 21–25 | 15–25 |       |       | 59–75   | Trực tiếp |
| 4 tháng 4   | 20:00     | Sanest Khánh Hòa  | 3–1  | LP Bank Ninh Bình | 22–25 | 25–22 | 25–22 | 27–25 |       | 99–94   | Trực tiếp |
| 5 tháng 4   | 14:00     | Thể Công Tân Cảng | 3–0  | Hà Nội            | 25–23 | 25–13 | 25–19 |       |       | 75–55   | Trực tiếp |
| 5 tháng 4   | 17:00     | Lavie Long An     | 3–0  | Hà Tĩnh           | 25–23 | 25–21 | 27–25 |       |       | 77–69   | Trực tiếp |
|             |           |                   |      |                   |       |       |       |       |       |         |           |
| 5 tháng 4   | 20:00     | Đà Nẵng           | 3–2  | LP Bank Ninh Bình | 25–23 | 23–25 | 19–25 | 25–22 | 16–14 | 108–109 | Trực tiếp |
| 6 tháng 4   | 14:00     | XSKT Vĩnh Long    | 2–3  | Hà Nội            | 16–25 | 26–28 | 25–15 | 25–16 | 5–15  | 97–99   | Trực tiếp |
| 6 tháng 4   | 17:00     | Sanest Khánh Hòa  | 3–0  | Hà Tĩnh           | 25–22 | 25–13 | 25–23 |       |       | 75–58   | Trực tiếp |
| 6 tháng 4   | 20:00     | Thể Công Tân Cảng | 3–0  | Lavie Long An     | 25–18 | 25–21 | 25–21 |       |       | 75–60   | Trực tiếp |
|             |           |                   |      |                   |       |       |       |       |       |         |           |
| 21 tháng 11 | 17:00     | Sanest Khánh Hòa  | 1–3  | Thể Công Tân Cảng | 21–25 | 23–25 | 25–22 | 22–25 |       | 91–97   | Trực tiếp |
| 21 tháng 11 | 20:00     | Đà Nẵng           | 1–3  | Hà Tĩnh           | 25–22 | 29–31 | 23–25 | 24–26 |       | 101–104 | Trực tiếp |
| 22 tháng 11 | 13:30     | XSKT Vĩnh Long    | 0–3  | Lavie Long An     | 22–25 | 17–25 | 18–25 |       |       | 57–75   | Trực tiếp |
| 22 tháng 11 | 17:00     | Biên Phòng        | 3–0  | Hà Nội            | 25–21 | 25–21 | 25–20 |       |       | 75–62   | Trực tiếp |
|             |           |                   |      |                   |       |       |       |       |       |         |           |
| 22 tháng 11 | 20:00     | LP Bank Ninh Bình | 3–0  | Hà Tĩnh           | 25–16 | 25–21 | 25–20 |       |       | 75–57   | Trực tiếp |
| 23 tháng 11 | 14:00     | Biên Phòng        | 3–1  | Lavie Long An     | 21–25 | 25–22 | 25–17 | 25–23 |       | 96–87   | Trực tiếp |
| 23 tháng 11 | 17:00     | Đà Nẵng           | 0–3  | Thể Công Tân Cảng | 20–25 | 20–25 | 19–25 |       |       | 59–75   | Trực tiếp |
| 23 tháng 11 | 20:00     | XSKT Vĩnh Long    | 1–3  | Sanest Khánh Hòa  | 14–25 | 21–25 | 25–21 | 23–25 |       | 83–96   | Trực tiếp |
|             |           |                   |      |                   |       |       |       |       |       |         |           |
| 24 tháng 11 | 14:00     | Hà Nội            | 3–1  | Lavie Long An     | 25–23 | 25–21 | 21–25 | 25–18 |       | 96–87   | Trực tiếp |
| 24 tháng 11 | 17:00     | LP Bank Ninh Bình | 3–1  | Thể Công Tân Cảng | 22–25 | 25–21 | 25–21 | 25–21 |       | 97–88   | Trực tiếp |
| 24 tháng 11 | 20:00     | Biên Phòng        | 0–3  | Sanest Khánh Hòa  | 23–25 | 25–27 | 23–25 |       |       | 71–77   | Trực tiếp |
| 25 tháng 11 | 14:00     | Đà Nẵng           | 3–1  | XSKT Vĩnh Long    | 25–20 | 25–20 | 19–25 | 25–22 |       | 94–87   | Trực tiếp |
|             |           |                   |      |                   |       |       |       |       |       |         |           |
| 25 tháng 11 | 17:00     | Hà Tĩnh           | 0–3  | Thể Công Tân Cảng | 16–25 | 17–25 | 16–25 |       |       | 49–75   | Trực tiếp |
| 25 tháng 11 | 20:00     | Hà Nội            | 0–3  | Sanest Khánh Hòa  | 20–25 | 21–25 | 20–25 |       |       | 61–75   | Trực tiếp |
| 26 tháng 11 | 17:00     | LP Bank Ninh Bình | 3–2  | XSKT Vĩnh Long    | 25–18 | 25–12 | 25–27 | 34–36 | 15–10 | 124–103 | Trực tiếp |
| 26 tháng 11 | 20:00     | Biên Phòng        | 3–0  | Đà Nẵng           | 25–17 | 25–20 | 25–20 |       |       | 75–57   | Trực tiếp |

## Kết quả thi đấu vòng tròn 9 đội Nữ
|  | Đội lọt vào vòng chung kết      |
|  | Đội lọt vào vòng tranh trụ hạng |

|      |                       | Trận đấu | Trận đấu | Điểm | Set | Set | Set   | Điểm | Điểm | Điểm  |
| Hạng | Đội                   | T        | B        | Điểm | T   | B   | Tỉ lệ | T    | B    | Tỉ lệ |
| ---- | --------------------- | -------- | -------- | ---- | --- | --- | ----- | ---- | ---- | ----- |
| 1    | VTV Bình Điền Long An | 7        | 1        | 20   | 22  | 8   | 2.750 | 705  | 597  | 1.181 |
| 2    | XMLS Thanh Hóa        | 6        | 2        | 18   | 20  | 11  | 1.818 | 707  | 645  | 1.096 |
| 3    | HCĐG Lào Cai          | 6        | 2        | 17   | 21  | 12  | 1.750 | 725  | 666  | 1.089 |
| 4    | LP Bank Ninh Bình     | 5        | 3        | 14   | 18  | 13  | 1.385 | 699  | 620  | 1.127 |
| 5    | BC Thông tin - TTBP   | 4        | 4        | 14   | 19  | 15  | 1.267 | 776  | 715  | 1.085 |
| 6    | Ngân hàng Công Thương | 3        | 5        | 8    | 11  | 18  | 0.611 | 579  | 651  | 0.889 |
| 7    | Quảng Ninh            | 2        | 6        | 9    | 15  | 21  | 0.714 | 780  | 809  | 0.964 |
| 8    | Geleximco Thái Bình   | 2        | 6        | 6    | 9   | 19  | 0.474 | 569  | 646  | 0.881 |
| 9    | Hà Nội                | 1        | 7        | 2    | 5   | 23  | 0.217 | 492  | 683  | 0.720 |

| Ngày        | Thời gian |                       | Điểm |                       | Set 1 | Set 2 | Set 3 | Set 4 | Set 5 | Tổng    | Nguồn     |
| ----------- | --------- | --------------------- | ---- | --------------------- | ----- | ----- | ----- | ----- | ----- | ------- | --------- |
| 16 tháng 3  | 16:00     | VTV Bình Điền Long An | 3–1  | Ngân hàng Công Thương | 25–22 | 15–25 | 25–22 | 25–18 |       | 90–87   | Trực tiếp |
| 16 tháng 3  | 20:00     | BC Thông tin - TTBP   | 3–1  | Hà Nội                | 25–14 | 25–14 | 20–25 | 25–14 |       | 95–67   | Trực tiếp |
| 17 tháng 3  | 14:00     | Geleximco Thái Bình   | 1–3  | HCĐG Lào Cai          | 25–14 | 17–25 | 14–25 | 22–25 |       | 78–89   | Trực tiếp |
| 17 tháng 3  | 17:00     | XMLS Thanh Hóa        | 3–0  | Quảng Ninh            | 25–15 | 34–32 | 25–19 |       |       | 84–66   | Trực tiếp |
|             |           |                       |      |                       |       |       |       |       |       |         |           |
| 17 tháng 3  | 20:00     | LP Bank Ninh Bình     | 3–0  | Hà Nội                | 25–11 | 25–11 | 25–15 |       |       | 75–37   | Trực tiếp |
| 18 tháng 3  | 14:00     | BC Thông tin - TTBP   | 3–0  | Ngân hàng Công Thương | 25–15 | 25–18 | 25–18 |       |       | 75–51   | Trực tiếp |
| 18 tháng 3  | 17:00     | XMLS Thanh Hóa        | 3–2  | HCĐG Lào Cai          | 25–18 | 16–25 | 25–10 | 20–25 | 15–8  | 101–86  | Trực tiếp |
| 18 tháng 3  | 20:00     | Geleximco Thái Bình   | 0–3  | VTV Bình Điền Long An | 18–25 | 18–25 | 14–25 |       |       | 50–75   | Trực tiếp |
|             |           |                       |      |                       |       |       |       |       |       |         |           |
| 19 tháng 3  | 14:00     | Quảng Ninh            | 2–3  | HCĐG Lào Cai          | 20–25 | 19–25 | 25–17 | 25–22 | 11–15 | 100–104 | Trực tiếp |
| 19 tháng 3  | 17:00     | LP Bank Ninh Bình     | 2–3  | Ngân hàng Công Thương | 17–25 | 22–25 | 25–12 | 25–11 | 14–16 | 103–89  | Trực tiếp |
| 19 tháng 3  | 20:00     | XMLS Thanh Hóa        | 3–1  | VTV Bình Điền Long An | 25–21 | 25–20 | 16–25 | 25–18 |       | 91–84   | Trực tiếp |
| 21 tháng 3  | 14:00     | BC Thông tin - TTBP   | 3–0  | Geleximco Thái Bình   | 25–18 | 25–14 | 25–20 |       |       | 75–52   | Trực tiếp |
|             |           |                       |      |                       |       |       |       |       |       |         |           |
| 21 tháng 3  | 17:00     | Hà Nội                | 0–3  | Ngân hàng Công Thương | 14–25 | 16–25 | 24–26 |       |       | 54–76   | Trực tiếp |
| 21 tháng 3  | 20:00     | Quảng Ninh            | 2–3  | VTV Bình Điền Long An | 25–22 | 28–26 | 15–25 | 19–25 | 12–15 | 99–113  | Trực tiếp |
| 22 tháng 3  | 14:00     | LP Bank Ninh Bình     | 3–0  | Geleximco Thái Bình   | 25–17 | 25–11 | 25–22 |       |       | 75–50   | Trực tiếp |
| 22 tháng 3  | 17:00     | XMLS Thanh Hóa        | 2–3  | BC Thông tin - TTBP   | 27–25 | 25–16 | 23–25 | 19–25 | 15–17 | 109–108 | Trực tiếp |
|             |           |                       |      |                       |       |       |       |       |       |         |           |
| 22 tháng 3  | 20:00     | HCĐG Lào Cai          | 1–3  | VTV Bình Điền Long An | 25–23 | 22–25 | 20–25 | 20–25 |       | 87–98   | Trực tiếp |
| 23 tháng 3  | 14:00     | Hà Nội                | 0–3  | Geleximco Thái Bình   | 24–26 | 21–25 | 8–25  |       |       | 53–76   | Trực tiếp |
| 23 tháng 3  | 17:00     | Quảng Ninh            | 3–2  | BC Thông tin - TTBP   | 23–25 | 25–23 | 22–25 | 25–18 | 15–12 | 110–103 | Trực tiếp |
| 23 tháng 3  | 20:00     | LP Bank Ninh Bình     | 3–0  | XMLS Thanh Hóa        | 25–15 | 25–15 | 25–20 |       |       | 75–50   | Trực tiếp |
|             |           |                       |      |                       |       |       |       |       |       |         |           |
| 7 tháng 11  | 16:00     | Quảng Ninh            | 2–3  | LP Bank Ninh Bình     | 25–23 | 22–25 | 28–26 | 20–25 | 15–17 | 110–116 | Trực tiếp |
| 7 tháng 11  | 20:00     | HCĐG Lào Cai          | 3–2  | BC Thông tin - TTBP   | 26–24 | 25–22 | 23–25 | 25–27 | 16–14 | 115–112 | Trực tiếp |
| 8 tháng 11  | 14:00     | Hà Nội                | 1–3  | XMLS Thanh Hóa        | 26–24 | 24–26 | 12–25 | 19–25 |       | 81–100  | Trực tiếp |
| 8 tháng 11  | 17:00     | Ngân hàng Công Thương | 1–3  | Geleximco Thái Bình   | 19–25 | 25–11 | 25–27 | 17–25 |       | 86–88   | Trực tiếp |
|             |           |                       |      |                       |       |       |       |       |       |         |           |
| 8 tháng 11  | 20:00     | VTV Bình Điền Long An | 3–1  | BC Thông tin - TTBP   | 25–23 | 25–22 | 20–25 | 25–20 |       | 95–90   | Trực tiếp |
| 9 tháng 11  | 14:00     | Ngân hàng Công Thương | 0–3  | XMLS Thanh Hóa        | 18–25 | 18–25 | 17–25 |       |       | 53–75   | Trực tiếp |
| 9 tháng 11  | 17:00     | HCĐG Lào Cai          | 3–1  | LP Bank Ninh Bình     | 25–23 | 16–25 | 25–20 | 25–15 |       | 91–83   | Trực tiếp |
| 9 tháng 11  | 20:00     | Hà Nội                | 3–2  | Quảng Ninh            | 18–25 | 27–25 | 22–25 | 25–19 | 16–14 | 108–108 | Trực tiếp |
|             |           |                       |      |                       |       |       |       |       |       |         |           |
| 10 tháng 11 | 14:00     | Geleximco Thái Bình   | 1–3  | XMLS Thanh Hóa        | 21–25 | 25–21 | 24–26 | 22–25 |       | 92–97   | Trực tiếp |
| 10 tháng 11 | 17:00     | VTV Bình Điền Long An | 3–0  | LP Bank Ninh Bình     | 25–21 | 25–22 | 25–13 |       |       | 75–56   | Trực tiếp |
| 10 tháng 11 | 20:00     | Ngân hàng Công Thương | 3–1  | Quảng Ninh            | 25–20 | 23–25 | 25–23 | 25–23 |       | 98–91   | Trực tiếp |
| 11 tháng 11 | 14:00     | HCĐG Lào Cai          | 3–0  | Hà Nội                | 25–10 | 25–19 | 28–26 |       |       | 78–55   | Trực tiếp |
|             |           |                       |      |                       |       |       |       |       |       |         |           |
| 11 tháng 11 | 17:00     | BC Thông tin - TTBP   | 2–3  | LP Bank Ninh Bình     | 25–20 | 32–34 | 25–22 | 23–25 | 13–15 | 118–116 | Trực tiếp |
| 11 tháng 11 | 20:00     | Geleximco Thái Bình   | 1–3  | Quảng Ninh            | 15–25 | 25–21 | 21–25 | 22–25 |       | 83–96   | Trực tiếp |
| 12 tháng 11 | 17:00     | VTV Bình Điền Long An | 3–0  | Hà Nội                | 25–14 | 25–9  | 25–14 |       |       | 75–37   | Trực tiếp |
| 12 tháng 11 | 20:00     | Ngân hàng Công Thương | 0–3  | HCĐG Lào Cai          | 8–25  | 12–25 | 19–25 |       |       | 39–75   | Trực tiếp |

## Vòng chung kết - xếp hạng

### Vòng tranh trụ hạng Nam
|  | Đội trụ hạng   |
|  | Đội xuống hạng |

|      |                | Trận đấu | Trận đấu | Điểm | Set | Set | Set   | Điểm | Điểm | Điểm  |
| Hạng | Đội            | T        | B        | Điểm | T   | B   | Tỉ lệ | T    | B    | Tỉ lệ |
| ---- | -------------- | -------- | -------- | ---- | --- | --- | ----- | ---- | ---- | ----- |
| 6    | Lavie Long An  | 4        | 2        | 12   | 13  | 8   | 1.625 | 496  | 462  | 1.074 |
| 7    | Hà Nội         | 4        | 2        | 11   | 15  | 11  | 1.364 | 559  | 544  | 1.028 |
| 8    | Hà Tĩnh        | 2        | 4        | 7    | 9   | 13  | 0.692 | 484  | 503  | 0.962 |
| 9    | XSKT Vĩnh Long | 2        | 4        | 6    | 10  | 15  | 0.667 | 526  | 556  | 0.946 |

| Ngày        | Thời gian |                | Điểm |                | Set 1 | Set 2 | Set 3 | Set 4 | Set 5 | Tổng    | Nguồn     |
| ----------- | --------- | -------------- | ---- | -------------- | ----- | ----- | ----- | ----- | ----- | ------- | --------- |
| 28 tháng 11 | 17:00     | Lavie Long An  | 3–1  | XSKT Vĩnh Long | 20–25 | 25–21 | 25–20 | 25–15 |       | 95–81   | Trực tiếp |
| 28 tháng 11 | 20:00     | Hà Nội         | 3–0  | Hà Tĩnh        | 25–22 | 25–17 | 25–20 |       |       | 75–59   | Trực tiếp |
| 30 tháng 11 | 14:00     | Lavie Long An  | 0–3  | Hà Tĩnh        | 21–25 | 24–26 | 18–25 |       |       | 63–76   | Trực tiếp |
| 30 tháng 11 | 17:00     | XSKT Vĩnh Long | 3–2  | Hà Nội         | 22–25 | 25–15 | 21–25 | 25–21 | 16–14 | 109–100 | Trực tiếp |
| 1 tháng 12  | 14:00     | Lavie Long An  | 3–1  | Hà Nội         | 24–26 | 25–16 | 25–20 | 25–21 |       | 99–83   | Trực tiếp |
| 1 tháng 12  | 17:00     | Hà Tĩnh        | 1–3  | XSKT Vĩnh Long | 22–25 | 25–20 | 21–25 | 20–25 |       | 88–95   | Trực tiếp |

### Top 4 Nam
|  | Bán kết           | Bán kết    |                   |   | Chung kết | Chung kết |
|  |                   |            |                   |   |           |           |
|  | 29 tháng 11       |            |                   |   |           |           |
|  |                   |            |                   |   |           |           |
|  | Sanest Khánh Hòa  | 3          |                   |   |           |           |
|  | Sanest Khánh Hòa  | 3          | 1 tháng 12        |   |           |           |
|  | LP Bank Ninh Bình | 2          |                   |   |           |           |
|  | LP Bank Ninh Bình | 2          | Sanest Khánh Hòa  | 1 |           |           |
|  | 29 tháng 11       |            | Sanest Khánh Hòa  | 1 |           |           |
|  |                   | Biên Phòng | 3                 |   |           |           |
|  | Biên Phòng        | Biên Phòng | 3                 | 3 |           |           |
|  | Biên Phòng        |            |                   | 3 |           |           |
|  | Thể Công Tân Cảng | 1          |                   |   |           |           |
|  | Thể Công Tân Cảng | 1          | Trận tranh hạng 3 |   |           |           |
|  |                   |            |                   |   |           |           |
|  | 30 tháng 11       |            |                   |   |           |           |
|  |                   |            |                   |   |           |           |
|  | LP Bank Ninh Bình | 0          |                   |   |           |           |
|  | LP Bank Ninh Bình | 0          |                   |   |           |           |
|  | Thể Công Tân Cảng | 3          |                   |   |           |           |

#### Bán kết Nam
| Ngày        | Thời gian |                  | Điểm |                   | Set 1 | Set 2 | Set 3 | Set 4 | Set 5 | Tổng    | Nguồn     |
| ----------- | --------- | ---------------- | ---- | ----------------- | ----- | ----- | ----- | ----- | ----- | ------- | --------- |
| 29 tháng 11 | 17:00     | Sanest Khánh Hòa | 3–2  | LP Bank Ninh Bình | 21–25 | 27–25 | 25–18 | 26–28 | 19–17 | 118–113 | Trực tiếp |
| 29 tháng 11 | 20:00     | Biên Phòng       | 3–1  | Thể Công Tân Cảng | 22–25 | 25–16 | 25–19 | 25–15 |       | 97–75   | Trực tiếp |

#### Trận tranh hạng 3 Nam
| Ngày        | Thời gian |                   | Điểm |                   | Set 1 | Set 2 | Set 3 | Set 4 | Set 5 | Tổng  | Nguồn     |
| ----------- | --------- | ----------------- | ---- | ----------------- | ----- | ----- | ----- | ----- | ----- | ----- | --------- |
| 30 tháng 11 | 20:00     | LP Bank Ninh Bình | 0–3  | Thể Công Tân Cảng | 23–25 | 20–25 | 23–25 |       |       | 66–75 | Trực tiếp |

#### Chung kết Nam
| Ngày       | Thời gian |                  | Điểm |            | Set 1 | Set 2 | Set 3 | Set 4 | Set 5 | Tổng  | Nguồn     |
| ---------- | --------- | ---------------- | ---- | ---------- | ----- | ----- | ----- | ----- | ----- | ----- | --------- |
| 1 tháng 12 | 20:00     | Sanest Khánh Hòa | 1–3  | Biên Phòng | 23–25 | 25–20 | 20–25 | 21–25 |       | 89–95 | Trực tiếp |

### Vòng tranh trụ hạng Nữ
|  | Đội trụ hạng   |
|  | Đội xuống hạng |

|      |                       | Trận đấu | Trận đấu | Điểm | Set | Set | Set   | Điểm | Điểm | Điểm  |
| Hạng | Đội                   | T        | B        | Điểm | T   | B   | Tỉ lệ | T    | B    | Tỉ lệ |
| ---- | --------------------- | -------- | -------- | ---- | --- | --- | ----- | ---- | ---- | ----- |
| 6    | Ngân hàng Công Thương | 4        | 2        | 12   | 14  | 7   | 2.000 | 497  | 445  | 1.117 |
| 7    | Geleximco Thái Bình   | 4        | 2        | 12   | 13  | 7   | 1.857 | 467  | 436  | 1.071 |
| 8    | Quảng Ninh            | 3        | 3        | 9    | 12  | 13  | 0.923 | 557  | 546  | 1.020 |
| 9    | Hà Nội                | 1        | 5        | 3    | 5   | 17  | 0.294 | 425  | 519  | 0.819 |

| Ngày        | Thời gian |                       | Điểm |                     | Set 1 | Set 2 | Set 3 | Set 4 | Set 5 | Tổng   | Nguồn     |
| ----------- | --------- | --------------------- | ---- | ------------------- | ----- | ----- | ----- | ----- | ----- | ------ | --------- |
| 14 tháng 11 | 17:00     | Ngân hàng Công Thương | 3–0  | Hà Nội              | 25–17 | 25–11 | 25–21 |       |       | 75–49  | Trực tiếp |
| 14 tháng 11 | 20:00     | Quảng Ninh            | 0–3  | Geleximco Thái Bình | 22–25 | 16–25 | 22–25 |       |       | 60–75  | Trực tiếp |
| 16 tháng 11 | 14:00     | Ngân hàng Công Thương | 3–0  | Geleximco Thái Bình | 25–20 | 26–24 | 25–23 |       |       | 76–67  | Trực tiếp |
| 16 tháng 11 | 17:00     | Hà Nội                | 2–3  | Quảng Ninh          | 18–25 | 25–18 | 17–25 | 25–23 | 11–15 | 96–106 | Trực tiếp |
| 17 tháng 11 | 14:00     | Ngân hàng Công Thương | 1–3  | Quảng Ninh          | 21–25 | 25–21 | 19–25 | 21–25 |       | 86–96  | Trực tiếp |
| 17 tháng 11 | 17:00     | Geleximco Thái Bình   | 3–0  | Hà Nội              | 27–25 | 25–16 | 26–24 |       |       | 78–65  | Trực tiếp |

### Top 4 Nữ
|  | Bán kết               | Bán kết      |                       |   | Chung kết | Chung kết |
|  |                       |              |                       |   |           |           |
|  | 15 tháng 11           |              |                       |   |           |           |
|  |                       |              |                       |   |           |           |
|  | VTV Bình Điền Long An | 3            |                       |   |           |           |
|  | VTV Bình Điền Long An | 3            | 17 tháng 11           |   |           |           |
|  | LP Bank Ninh Bình     | 2            |                       |   |           |           |
|  | LP Bank Ninh Bình     | 2            | VTV Bình Điền Long An | 3 |           |           |
|  | 15 tháng 11           |              | VTV Bình Điền Long An | 3 |           |           |
|  |                       | HCĐG Lào Cai | 1                     |   |           |           |
|  | XMLS Thanh Hóa        | HCĐG Lào Cai | 1                     | 1 |           |           |
|  | XMLS Thanh Hóa        |              |                       | 1 |           |           |
|  | HCĐG Lào Cai          | 3            |                       |   |           |           |
|  | HCĐG Lào Cai          | 3            | Trận tranh hạng 3     |   |           |           |
|  |                       |              |                       |   |           |           |
|  | 16 tháng 11           |              |                       |   |           |           |
|  |                       |              |                       |   |           |           |
|  | LP Bank Ninh Bình     | 3            |                       |   |           |           |
|  | LP Bank Ninh Bình     | 3            |                       |   |           |           |
|  | XMLS Thanh Hóa        | 1            |                       |   |           |           |

#### Bán kết Nữ
| Ngày        | Thời gian |                       | Điểm |                   | Set 1 | Set 2 | Set 3 | Set 4 | Set 5 | Tổng    | Nguồn     |
| ----------- | --------- | --------------------- | ---- | ----------------- | ----- | ----- | ----- | ----- | ----- | ------- | --------- |
| 15 tháng 11 | 17:00     | VTV Bình Điền Long An | 3–2  | LP Bank Ninh Bình | 25–17 | 14–25 | 21–25 | 25–22 | 16–14 | 101–103 | Trực tiếp |
| 15 tháng 11 | 20:00     | XMLS Thanh Hóa        | 1–3  | HCĐG Lào Cai      | 23–25 | 24–26 | 25–21 | 22–25 |       | 94–97   | Trực tiếp |

#### Trận tranh hạng 3 Nữ
| Ngày        | Thời gian |                   | Điểm |                | Set 1 | Set 2 | Set 3 | Set 4 | Set 5 | Tổng  | Nguồn     |
| ----------- | --------- | ----------------- | ---- | -------------- | ----- | ----- | ----- | ----- | ----- | ----- | --------- |
| 16 tháng 11 | 20:00     | LP Bank Ninh Bình | 3–1  | XMLS Thanh Hóa | 27–25 | 25–19 | 21–25 | 25–22 |       | 98–91 | Trực tiếp |

#### Chung kết Nữ
| Ngày        | Thời gian |                       | Điểm |              | Set 1 | Set 2 | Set 3 | Set 4 | Set 5 | Tổng  | Nguồn     |
| ----------- | --------- | --------------------- | ---- | ------------ | ----- | ----- | ----- | ----- | ----- | ----- | --------- |
| 17 tháng 11 | 20:00     | VTV Bình Điền Long An | 3–1  | HCĐG Lào Cai | 25–15 | 13–25 | 25–20 | 25–19 |       | 88–79 | Trực tiếp |

## Xếp hạng chung cuộc
| \| Thứ hạng \| Giải Nam \| Giải Nữ \| \| -------- \| ----------------- \| --------------------------- \| \| 1 \| Biên Phòng \| VTV Bình Điền Long An \| \| 2 \| Sanest Khánh Hòa \| HCĐG Lào Cai \| \| 3 \| Thể Công Tân Cảng \| LP Bank Ninh Bình \| \| 4 \| LP Bank Ninh Bình \| XMLS Thanh Hóa \| \| 5 \| Đà Nẵng \| Binh chủng Thông tin - TTBP \| \| 6 \| Lavie Long An \| Ngân hàng Công Thương \| \| 7 \| Hà Nội \| Geleximco Thái Bình \| \| 8 \| Hà Tĩnh \| Quảng Ninh \| \| 9 \| XSKT Vĩnh Long \| Hà Nội \| |                   |                             |
| Thứ hạng | Giải Nam          | Giải Nữ                     |
| 1 | Biên Phòng        | VTV Bình Điền Long An       |
| 2 | Sanest Khánh Hòa  | HCĐG Lào Cai                |
| 3 | Thể Công Tân Cảng | LP Bank Ninh Bình           |
| 4 | LP Bank Ninh Bình | XMLS Thanh Hóa              |
| 5 | Đà Nẵng           | Binh chủng Thông tin - TTBP |
| 6 | Lavie Long An     | Ngân hàng Công Thương       |
| 7 | Hà Nội            | Geleximco Thái Bình         |
| 8 | Hà Tĩnh           | Quảng Ninh                  |
| 9 | XSKT Vĩnh Long    | Hà Nội                      |

## Các giải thưởng
Tổng giải thưởng: do Liên đoàn bóng chuyền Việt Nam chi:
- Giải nhất: Cúp, cờ, huy chương vàng và 500.000.000đ cho 2 đội Nam Biên Phòng và Nữ VTV Bình Điền Long An.
- Giải nhì: Cờ, huy chương bạc và 300.000.000đ cho 2 đội Nam Sanest Khánh Hòa và Nữ HĐCG Lào Cai.
- Giải ba: Cờ, huy chương đồng và 200.000.000đ cho 2 đội Nam Thể Công Tân Cảng và Nữ LP Bank Ninh Bình.
- Giải KK: 100.000.000đ cho 2 đội Nam LP Bank Ninh Bình và Nữ XMLS Thanh Hóa.
- VĐV tấn công xuất sắc: 10.000.000đ cho Phạm Văn Hiệp của Biên Phòng và Sharon Chepchumba Kiprono của HĐCG Lào Cai.
- VĐV chuyền hai xuất sắc: 10.000.000đ cho Đinh Văn Duy của Biên Phòng và Võ Thị Kim Thoa của VTV Bình Điền Long An.
- VĐV phòng thủ xuất sắc: 10.000.000đ cho Huỳnh Trung Trực của Sanest Khánh Hòa và Nguyễn Khánh Đang của VTV Bình Điền Long An.
- Tổ trọng tài xuất sắc: 10.000.000đ.

Ngoài ra, các đội tốp đầu có thể nhận được các giải thưởng khác của các nhà tài trợ trao tặng khi kết thúc giải.

## Một số điểm nhấn của mùa giải
- Giải bóng chuyền VĐQG 2024 tiếp tục là mùa giải quy tụ số lượng lớn ngoại binh tham dự giải đấu. Xuyên suốt 2 giai đoạn của giải đã có tổng cộng 34 ngoại binh trong màu áo của 16 đội, nhiều hơn so với mùa giải 2023, khiến cho chất lượng chuyên môn cũng như sự cạnh tranh của mùa giải 2024 trở nên kịch tích hơn. Chỉ có 2 đội bóng không sử dụng ngoại binh xuyên suốt cả giải là 2 đội bóng Nam và Nữ Hà Nội. Đội Nam Hà Nội tiếp tục kết thúc mùa giải ở vị trí thứ 7 và trụ hạng thành công, trong khi đội Nữ Hà Nội đã phải nhận tấm vé xuống hạng.
- Giải bóng chuyền VĐQG 2024 chứng kiến 1 điều đặc biệt khi không có đội bóng nào toàn thắng cũng như toàn thua trong cả mùa giải. 2 nhà vô địch của mùa giải là Nam Biên Phòng và Nữ VTV Bình Điền Long An trên hành trình vô địch đều nhận 1 thất bại. Trong khi đó, những đội bóng xếp hạng chót như Nam XSKT Vĩnh Long và Nữ Hà Nội cũng đều có được ít nhất 1 trận thắng.
- Trận chung kết nội dung nam mùa giải 2024 là màn tái đấu cho trận chung kết mùa giải 2023 giữa Sanest Khánh Hòa và Biên Phòng. Các vận động viên của Biên Phòng đã xuất sắc trả món nợ thành công trước Khánh Hòa khi giành chiến thắng với tỉ số 3–1 để lên ngôi vô địch. Với nội dung nữ, đội Nữ VTV Bình Điền Long An mang về chức vô địch thứ 5 trong lịch sử khi đánh bại HCĐG Lào Cai với tỉ số 3–1. Đây cũng là thất bại thứ 5 liên tiếp ở các trận chung kết của Hóa chất Đức Giang và đội bóng của nhà tài trợ giải đấu vẫn chưa thể giành chức vô địch đầu tiên cho mình.